# テープ起こし
テープ起こし（テープおこし）とは、講演・会議・座談などで録音された人の言葉を聴き取り、その内容を文章に直す作業である。またはその作業を有償で請け負う職業をも指す。
音声記録による言語情報は、複製と頒布、再生にそれなりの条件が必要で煩雑であることから、これを人力によって文字情報に変換することで取り扱い・読解を容易とする作業である。
文章は紙に筆記するか、タイピングでコンピュータへ入力する（かつてはタイプライターで印字する形態もあった）。テープ起こしと同じ意味でテープリライトという言葉もあり混用されているが、こちらはテープリライト株式会社の商標であるため、商標を避ける場合にはテープ起こしを用いる。なお、テープ起こしを職業とする人はテープライターと呼ばれる。

## 歴史
言語記録の文章化は、文化が発達し、文字とそれを記録する紙・板などが用いられるようになった古代文明の時代から行われてきたことであるが、一般的な発話速度は書記者の人力筆記では追随するのが困難なこともあり、要旨部分の要約や、事前ないし事後の原稿参照・編集で極力再現する努力を図るほかなかった。これでは発言に完全忠実な記録は困難であったし、内容の改ざんも付き物であった。
17世紀以降、体系化された近代的な速記法が考案され、改良が進められたことで、専門の速記者が発言者の発話内容を逐一記録することができるようになった。また欧米諸国では19世紀後半にタイプライターが実用化されたことで、手書きよりも高速での文字打刻が可能となった。しかし、速記術や、高速で正確なタイピング作業には、高度な専門技能が必要で、その能力を持つ者を雇うコストは高くつき、上級官公庁や資力のある企業に限定された技術であった。
トーマス・エジソンが1877年に実用化した蝋管式レコードの出現で、発話した内容を忠実に記録することが可能となった。もっともこれを会話録音による事務用途に利用しようという動きが本格化したのは、蝋管レコードが録音メディアの主流を円盤形レコードに奪われてから遙か後年になる。

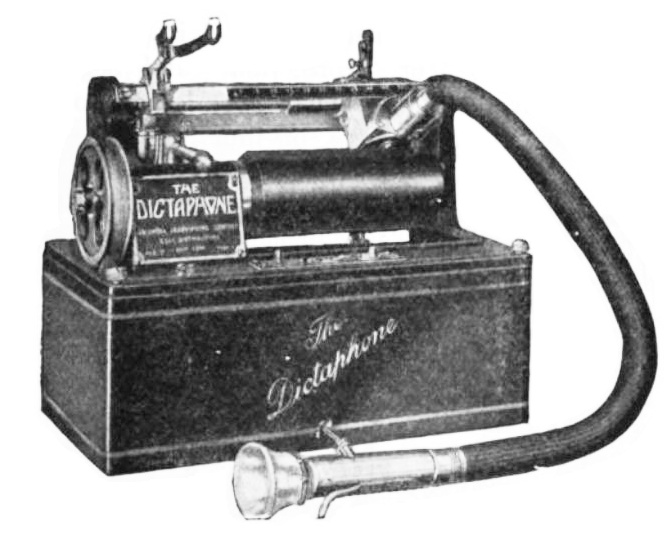
コロムビア・グラフォフォン社のディクタフォン

1923年、エジソンの蝋管レコード技術を継承していたコロムビア・グラフォフォン（現コロムビア・レコード）から、事務機部門が「ディクタフォン社」(Dictaphone)として独立、蝋管をメディアとする事務用録音機「ディクタフォン」(en)を発売した。蝋管メディアには人の声で録音を行うことが容易というメリットがあり、これを活かしたものである。
ディクタフォンはタイプライターを用いる口述筆記事務を想定した録音機で、平均的水準のタイピングスキルしか持たない者でも再生を繰り返すことで録音の正確な文章化を容易としたため、1930年代まで欧米でのビジネス向け需要を席巻した。
「弁護士ペリー・メイスン」シリーズなどで知られたアメリカの推理小説家E・S・ガードナーは、長編小説1作を数日で執筆できるほど創作力のある多作家であったが、自身のタイピングでは着想した小説を思うように高速タイプできないため、タイピスト相手の口述筆記を試みた。だがこれでも速度に不満があり、1930年代には早くもディクタフォンに文章を口述、録音を秘書にタイプライターで清書させるという、現代的な口述筆記著述を常用するようになった。「テープ起こし」活用の先駆例であろう（彼はテープレコーダーが一般化すると、そちらを使うようになった）。
なお同種の用途で磁気録音式ワイヤーレコーダーも用いられたが、簡便性でディクタフォンに一日の長があり、主流とはならなかった。
しかしディクタフォンは、蝋管の表面を研磨することで蝋管の再利用が出来るものの、研磨に手間が掛かり、再利用回数にも限度があることや、録音時間が限られるという欠点を持っていた。この問題を解決したのは、第二次世界大戦中にドイツで発達し、戦後に世界的に広まったテープレコーダーの出現である。
テープレコーダーはディクタフォンよりも大幅に長時間の録音を可能とし、また古いデータを簡易に消去して新データを繰り返し録音できる経済性も伴って、1940年代後期以降は会話録音用メディアの主流となった。ICレコーダーなど後続の新たな録音メディア出現後も、取り扱い容易な特性や再生装置の普及度の高さから、口述の文章化作業には広く用いられている。
2010年代に入り音声認識システムが実用レベルに達したことで業者への委託を中止する例もある。また2020年代になると、人工知能や機械学習の研究が進歩したことで、リアルタイムで音声を認識して生成したテキストをそのまま機械翻訳するなど、リアルタイム字幕生成と同時通訳を兼ねるシステムも実現している。

## 効用
データとしての発話のテープ起こしには大きく3つの効用がある。
1. 物理的・電磁的な情報記録容積の大幅な削減となること。音声ファイルは容量が大きく、メディアやハードディスクの容量を大きく消費するが、文章化することで印刷・複写が容易になる。紙ベースでの記録保存が可能となり、コンピュータ用のテキストデータとした場合もデータ容量は相当小さくなる。またデータの受け渡しも容易になる。
2. データ検索が容易になること。文書化することで、紙ベースの場合は視覚化されて認識しやすくなり、コンピュータデータとしても、キーワードによる文字列検索ができるようになる。そのため、情報整理を効率化できる。
3. データの高品質化。フィラー等の意味を持たない部分をカット（『ケバ取り』）してテープ起こしをすることで、無駄な部分を省いた高品質なテキストとなる。文章としても読みやすくなる。

国際会議などにおいて、英語テープ起こしをはじめ多言語のテープ起こしの需要がある。会議の内容を補足的に把握するため、また資料をまとめるためにもこのようなテープ起こしは有効である。
またラヂオプレスでは各種レポート作成の際に、受信・録音したニュースの内容を間違いなくまとめるためのテープ起こしを行なっている。

## テープライターの仕事内容
依頼人から受け取った音声データ・録音物（テープ、MD、ICレコーダーなど）を聞きながら文章に書き起こす。収録の段階から現場に同行する場合もある。作業には再生・巻き戻し・早送りが足踏みスイッチで行える専用の再生機器やパソコンソフトが使用される（筆記やタイピングをしなければならないので手で操作するのは非効率的）。
文体は依頼人によりさまざまだが、漢字にするか仮名で書くかなどの言語運用は依頼人が指定する用字用語集の通りにすることがほとんどである。作業は大きくわけて
1. 素起こし。「あっ」「えー」などの間投詞や「正直言って」「ちょっと」などのくせ言葉といった清書の段階で削るべき言葉も残らず文字にする
2. ケバ取り。1.にある、読む妨げとなるだけの言葉を削る
3. 整文。書き言葉として読みやすくする

の3段階である。
かつて内職商法の勧誘職種にされたこともあり「言葉が話せれば誰でもできそうな仕事」と思われがちだが、実際は速記士と同様に相当な国語力を必要とし、安易な職業ではない。
インタビュアーの吉田豪は、テープ起こし業者に頼むと専門用語を知らない上に文章が固くなる、編集部のアルバイトに頼むと日本語としておかしいところがあるという理由で専属の文字起こし担当者を自費で雇っているほどである。
前述のように現代では音声認識に置き換わりつつあり、将来的には無くなる職業とされる。

## 業界団体
個人事業のテープ起こし業者の団体として全国反訳事業連合会がある。会員が個人事業者であることを鑑み、事務所名義での加盟やメールでの会議など、一堂に会することなく活動を行っているのが特徴である。共同での営業活動や、技術競技会の開催を通じて、テープ起こし業者の受注獲得活動の支援と技能研鑽を行っている。